# Parafia św. Katarzyny Aleksandryjskiej w Cieninie Kościelnym
Parafia Świętej Katarzyny Aleksandryjskiej w Cieninie Kościelnym jest jedną z 5 parafii leżącą w granicach dekanatu golińskiego. Erygowana w 1390 roku.

## Dokumenty
Księgi metrykalne: 
- ochrzczonych od 1945 roku
- małżeństw od 1945 roku
- zmarłych od 1945 roku